# Hűvös József
Botfai Hűvös József, 1882-ig Hirschel (Nagykanizsa, 1848. augusztus 5. – Budapest, Józsefváros, 1914. december 18.) jogász, közlekedési szakember, Hűvös Kornél író, Hűvös Iván zeneszerző és Hűvös László szobrász apja.

## Élete
Hirschel Salamon és Boynitzer Rozália (1818–1890) gyermekeként született zsidó családban. Középiskolai tanulmányait szülővárosában és Sopronban végezte, majd a Budapesti Tudományegyetemen jogot hallgatott. 1872-ben ügyvédi oklevelet nyert, s huszonöt éven át ügyvédi gyakorlatot folytatott. 1879-től mint a fővárosi törvényhatósági bizottság tagja, sokat tett Budapest közlekedésének javításáért és korszerűsítéséért. 1891-ben Balázs Mórral megalakította a Budapesti Villamos Városi Vasutat (BVVVT). Miután Balázs Mór elhunyt, a városi vasutak döntéshozói 1897 szeptemberében egyhangúlag Hűvöst választották meg a cég új vezérigazgatójává; 1907 decemberétől alelnökként, 1908. december 20-ai megválasztásától kezdve a társaság és az igazgatóság elnökeként működött haláláig. Továbbá vezetője volt a Ferenc József Földalatti Vasútnak, a Budapest-Szentlőrinci Helyiérdekű Vasútnak és elnöke a Magyar Siemens-Schuckert Művek Villamossági részvénytársaságnak. 1895-ben a közügyek terén szerzett érdemei elismeréséül megkapta a királyi tanácsosi címet, 1897-ben pedig az uralkodó magyar nemességgel és a botfai előnévvel tüntette ki. 1904-ben udvari tanácsosi címet kapott. Tagja és vezéralakja volt a VIII. kerületi Józsefvárosi Körnek. A Pátria szabadkőműves páholy alapítója és főmestere volt.
1880-ban megvásárolta az Erdődy családtól a ma már Zalaegerszeghez tartozó botfai birtokot és kastélyt.
Sírja a Kozma utcai izraelita temetőben található, amelyet Wellisch Alfréd tervezett.

## Családja
Felesége Heller Mária (1848–1918) volt, akit 1872. szeptember 22-én Pesten vett nőül.
Gyermekei
- Hirschel Salamon (1873–1878)
- botfai Hűvös Kornél (1875–1905) író
- botfai Hűvös Iván (1877–1954) zeneszerző
- Hirschel Ferenc (1879–1881)
- botfai Hűvös László (1883–1972) szobrászművész. Felesége kunágotai Vajda Ilona (1886–1944).
- botfai Hűvös Róbert (1884–1934) mérnök
- botfai Hűvös Franciska Anna Erzsébet (1886–1945). Férje ebesfalvi Lengyel Endre (1883–1959) ügyvéd, kormányfőtanácsos.